# Единичный вектор

Пример двух единичных векторов в двумерном пространстве.

Единичный вектор, или орт, — вектор нормированного пространства, длина которого равна единице. Единичные вектора используются, в частности, для задания направлений в пространстве. Множество единичных векторов образует единичную сферу.
Единичный вектор часто обозначается строчной буквой с крышкой: {\displaystyle \mathbf {\hat {v}} }.
Единичный вектор {\displaystyle \mathbf {\hat {v}} } (нормированный вектор), коллинеарный с заданным {\displaystyle \mathbf {v} } , определяется по формуле
{\displaystyle \mathbf {\hat {v}} ={\frac {\mathbf {\vec {v}} }{\lVert \mathbf {v} \rVert }}=\left({{\frac {\mathbf {\vec {v}} _{x}}{\mathbf {\lVert v\rVert } }},{\frac {\mathbf {\vec {v}} _{y}}{\mathbf {\lVert v\rVert } }},{\frac {\mathbf {\vec {v}} _{z}}{\mathbf {\lVert v\rVert } }}}\right)}
где {\displaystyle \mathbf {\lVert {v}\rVert } ={\sqrt {\mathbf {\vec {v}} _{x}^{2}+\mathbf {\vec {v}} _{y}^{2}+\mathbf {\vec {v}} _{z}^{2}}}} - есть длина (скалярная величина) вектора {\displaystyle \mathbf {\vec {v}} }.
Стоит также отметить, что компоненты (координаты) единичного вектора {\displaystyle \mathbf {\hat {v}} } являются углами:
- {\displaystyle \cos \alpha ={\frac {\mathbf {\vec {v}} _{x}}{\mathbf {\lVert v\rVert } }}}

- {\displaystyle \cos \beta ={\frac {\mathbf {\vec {v}} _{y}}{\mathbf {\lVert v\rVert } }}}
- {\displaystyle \cos \gamma ={\frac {\mathbf {\vec {v}} _{z}}{\mathbf {\lVert v\rVert } }}}

В качестве базисных часто выбираются именно единичные векторы, так как это упрощает вычисления. Такие базисы называют нормированными.

## Другие системы координат

### Декартова система координат
Единичные векторы могут представлять собой оси в Декартовой системе координат. К примеру, стандартные единичные векторы в направлениях {\displaystyle x,y}, и {\displaystyle z} в трёхмерном пространстве являются:
{\displaystyle \mathbf {\hat {i}} \,\,\mathbf {=} \,\mathbf {{\begin{bmatrix}1\\0\\0\end{bmatrix}},\,\,} \mathbf {\hat {j}} \,\,\mathbf {=} \,\mathbf {{\begin{bmatrix}0\\1\\0\end{bmatrix}},\,\,} \mathbf {\hat {k}} \,\,\mathbf {=} \,\mathbf {\begin{bmatrix}0\\0\\1\end{bmatrix}} }
Эти векторы являются взаимно ортогональными и такой базис называют ортонормированным базисом, или стандартным базисом в линейной алгебре.
Для обозначения единичных векторов также используеться и другая нотация, к примеру {\displaystyle (\mathbf {\hat {x}} ,\mathbf {\hat {y}} ,\mathbf {\hat {z}} )}, {\displaystyle (\mathbf {\hat {x}} _{1},\mathbf {\hat {x}} _{2},\mathbf {\hat {x}} _{3})}, {\displaystyle (\mathbf {\hat {e}} _{x},\mathbf {\hat {e}} _{y},\mathbf {\hat {e}} _{z})}, или {\displaystyle (\mathbf {\hat {e}} _{1},\mathbf {\hat {e}} _{2},\mathbf {\hat {e}} _{3})}.

### Общие обозначения
Общая нотация единичных векторов встречается в физике и геометрии.
| Единичный вектор                                                                           | Нотация                                                                                      | Диаграмма |
| ------------------------------------------------------------------------------------------ | -------------------------------------------------------------------------------------------- | --- |
| Вектор касательной                                                                         | {\displaystyle \mathbf {\hat {t}} }                                                          | Образование вектора нормали {\displaystyle \mathbf {\hat {n}} } к плоскости при помощи радиального вектора {\displaystyle r\mathbf {\hat {r}} }, а также углового компонента поворота {\displaystyle \theta {\boldsymbol {\hat {\theta }}}} необходимо для того чтобы векторные уравнения углового движения выполнялись. |
| Вектор нормали к поверхности/плоскости содержащей радиальный компонент и угловой компонент | {\displaystyle \mathbf {\hat {n}} =\mathbf {\hat {r}} \times {\boldsymbol {\hat {\theta }}}} | Образование вектора нормали {\displaystyle \mathbf {\hat {n}} } к плоскости при помощи радиального вектора {\displaystyle r\mathbf {\hat {r}} }, а также углового компонента поворота {\displaystyle \theta {\boldsymbol {\hat {\theta }}}} необходимо для того чтобы векторные уравнения углового движения выполнялись. |
| Бинормальный вектор к касательной и нормали                                                | {\displaystyle \mathbf {\hat {b}} =\mathbf {\hat {t}} \times \mathbf {\hat {n}} }            | Образование вектора нормали {\displaystyle \mathbf {\hat {n}} } к плоскости при помощи радиального вектора {\displaystyle r\mathbf {\hat {r}} }, а также углового компонента поворота {\displaystyle \theta {\boldsymbol {\hat {\theta }}}} необходимо для того чтобы векторные уравнения углового движения выполнялись. |
| Единичный вектор коллинеарен к оси/линии                                                   | {\displaystyle \mathbf {\hat {e}} _{\parallel }}                                             | Единичный вектор {\displaystyle \mathbf {\hat {e}} _{\parallel }} выровнен параллельно в неком направлении (голубая линия), и ортогональный единичный вектор {\displaystyle \mathbf {\hat {e}} _{\bot }}. |
| Единичный вектор ортогонален к оси/линии                                                   | {\displaystyle \mathbf {\hat {e}} _{\bot }}                                                  | Единичный вектор {\displaystyle \mathbf {\hat {e}} _{\parallel }} выровнен параллельно в неком направлении (голубая линия), и ортогональный единичный вектор {\displaystyle \mathbf {\hat {e}} _{\bot }}. |
| Единичный вектор отклонен на некий угол относительно оси/линии                             | {\displaystyle \mathbf {\hat {e}} _{\angle }}                                                | Единичный вектор {\displaystyle \mathbf {\hat {e}} _{\angle }}отклонен на угол φ (от 0 до {\displaystyle \pi }/2 радиан) относительно оси/линии. |